# ورزشکاران مجاز بی‌طرف

نشان‌وارهٔ ورزشکاران مجاز بی‌طرف

ورزشکاران مجاز بی‌طرف (به انگلیسی: Authorised Neutral Athletes، اختصار: ANA) رده‌ای است که برای ورزشکاران روسی ایجاد شده‌است تا پس از رسوایی دوپینگ که در دسامبر ۲۰۱۴ فاش شد، بتوانند در مسابقات بین‌المللی دو و میدانی شرکت کنند.
در آوریل ۲۰۱۷ اتحادیه بین‌المللی فدراسیون‌های دو و میدانی اعلام کرد که ۱۹ دوندهٔ روس اجازهٔ شرکت در مسابقات جهانی ۲۰۱۷ در لندن را دارند.